# Mariska
Mariska est un cotre aurique conçu et construit par l'architecte naval écossais William Fife III en 1912. 

Ce yacht classique est le second plan Fife de classification 15M JI . 
Il porte l'immatriculation de cette catégorie D 1 sur sa grand-voile.
Comme beaucoup d'autres yachts de plan Fife, il navigue surtout en Méditerranée où il participe aux régates estivales, et en mer des Caraïbes durant l'hiver.

## Histoire
Ce yacht a été construit en 1908 sur le chantier naval de William Fife à Fairlie, au bord de la Firth of Clyde, en Écosse. 
Mariska a été plusieurs fois modifié. il a été redécouvert transformé en house-boat aux Pays-Bas.
Entre 2007 et 2009, il a été remis dans son état d'origine au chantier naval Les charpentiers réunis de Méditerranée à La Ciotat. Il a retrouvé son gréément d'origine et toutes les membrures et les varangues ont été remplacées. Son propriétaire actuel[Quand ?], Christian Niels, le refait naviguer depuis.
Mariska est l'un des quatre derniers yachts classiques de 15-metre class (en) naviguant encore avec le Tuiga, The Lady Anne (1912) et Hispania (1909) , qui  participent surtout aux diverses régates en Méditerranée.

## Caractéristiques techniques
C'est un cotre à corne (à 1 mât en une partie) dont le gréement comporte 1 voile à corne et 1 flèche, 1 grand-voile, 2 focs, 1 trinquette, différents spinnakers… pour des combinaisons de voiles très diverses.

Il ne possède pas de winchs et doit donc être manœuvré par un équipage nombreux.